# Soda Stereo
Soda Stereo (Сода Стерео) — аргентинская рок-группа. Была образована в Буэнос-Айресе в 1982 году.
Группа считается одной из самых важных в истории латиноамериканского рока. В 1997 распалась из-за личных проблем и творческих разногласий между музыкантами.
В конце 2007 группа объявила о воссоединении ради единственного турне «Me Verás Volver» («Ты увидишь — я вернусь»). Четыре альбома группы были включены в список лучших 250 альбомов всех времён латинского рока: «Canción Animal» (№ 2), «Comfort y Música Para Volar» (№ 15), «Signos» (№ 40) и «Sueño Stereo» (№ 41).
Их песня «De Música Ligera» — четвертая в списке лучших песен всех времён, как латинского рока в общем, так и аргентинского в частности.
За видео «En la Ciudad de la Furia» и «Ella Usó Mi Cabeza Como Un Revolver» получили премию латиноамериканского MTV.
В 2002 группа была удостоена премии «Легенда MTV Латинской Америки».
За 15 лет существования группа дала около 1,200 сольных концертов в 137 городах Латинской Америки и Испании.
Фраза, произнесённая Густаво Серати на последнем концерте группы перед их распадом 20 сентября 1997 года после хита «De música ligera», — «Gracias...totales» («Спасибо всем... Окончательное»), уже стала крылатой и до сих пор в ходу в Латинской Америке.
После распада группы все участники продолжили заниматься музыкой, начав сольную карьеру либо создав новые коллективы.

## Состав
- Густаво Серати — вокал, гитара (умер в 2014)
- Зета Босио — бас-гитара, бэк-вокал
- Чарли Альберти — ударные

## История
Летом 1982 Густаво и Гектор (Зета) впервые встретились в Уругвае — Серати со своей группой «Sauvage» и Зета Босио с «The Morgan». Музыкальные вкусы Серати и Босио во многом совпадали, и вскоре они начали играть музыку вместе. Позже у них появилась мысль создать собственную панк-рок-группу, работающую в стиле их любимых групп — The Police и The Cure, но на своём языке и с собственными идеями и темами для песен.
Карлос Фиксичиа (Чарли) некоторое время встречался с Марией Лаурой Серати — сестрой Густаво, с которым он вскоре и познакомился. Отец Чарли был известным джазовым музыкантом, Густаво и Зета решили послушать как играет Чарли, и вскоре он был принят в группу третьим участником.
Рассмотрев несколько вариантов названия группы (например, Aerosol, Side Car), они назывались «Los Estereotipos» — «Стереотипы», под влиянием песни The Specials. Название продержалось несколько месяцев. К этому времени относятся три песни «¿Por qué no puedo ser del jet-set?», «Dime Sebastián» и «Debo soñar», в записи которых также участвовали Daniel Melero (клавишные) и Ulises Butrón (гитара). Затем как варианты названий появились «Soda» и «Estéreo», преобразовавшиеся в результате в «Soda Stéreo».
Впервые под этим именем они выступили 19 декабря 1982 на дне рождения Альфредо Луиса (Alfredo Lois), их приятеля по университету, ставшего в будущем директором большинства их видео и создателем всего, что касалось внешнего образа группы (прически, одежда, дизайн сцен и т. д.). Луис был одним из тех, кто назывался «el cuarto Soda» («четвёртый участник Соды, её четверть»).
Для того, чтобы добавить музыке тяжести, был приглашён Ричард Колеман (Richard Coleman) в качестве второго гитариста, но спустя некоторое время сам Ричард заметил, что до его появления группа звучала гораздо более органично, и добровольно отказался от столь привлекательного места в группе. Таким образом, группа окончательно стала трио: Gustavo Cerati, Zeta Bosio и Charly Alberti.
С этого момента Сода Стерео стала частью андерграундного музыкального движения Буэнос-Айреса и встала в один ряд с такими группами (также образующимися в то же время), как Sumo, Los Twist, Los Encargados и другими. Они выступали в традиционном легендарном клубе-кабаре «Marabú». В своих первых выступлениях они исполняли такие вещи как «Héroes de la Serie», «La Vi Parada Allí» и «Vamos a la Playa», которые никогда не были записаны, не считая некоторых записей, всё-таки появившихся на их втором демо-диске.
Однажды в Café Einstein к выступлению группы присоединился Лука Продан (Luca Prodan) (обычно находившийся в жёстком противостоянии с Серати) для совместного исполнения одной из песен The Police.
В 1983 радиоведущий Лало Мир (Lalo Mir) решил попробовать запустить второй демо-альбом группы в своей программе «Девять вечера» («9PM») на радио Radio Del Plata, с песнями «¿Por qué no puedo ser del jet-set?», «Dietético» и «Te hacen falta vitaminas». Так группа понемногу начала приобретать известность. Их стали приглашать выступать в клубы. На одном из таких концертов в Bar Zero (одно из престижных андерграунд-мест Буэнос-Айреса того времени), рядом с Café Einstein их заметил Орасио Мартинес (Horacio Martínez), известный «разыскиватель талантов» аргентинского рока. Ему очень понравилась Сода, и он помог им с их первой профессиональной записью для CBS и опекал их до середины 1984 года, когда компания преобразовалась в агентство Rodríguez Ares.
Уже тогда Сода Стерео была группой, уделяющей много внимания внешности и образу, и задолго до того, как записать свой первый альбом, они решили снять клип на собственные средства. Альфредо Луис стал отвечать за все визуальные и графические направления деятельности группы (от декораций до оформления афиш на живых выступлениях группы). Это была его идея — выпустить клип до диска, что кажется обычным сейчас, но было совершенно нетипично для того времени. Была выбрана песня «Dietético». Съёмка была выполнена командой кабельного телевидения Cablevisión, где Zeta Bosio работал ассистентом продюсера.

## Первый альбом и Chateau Rock ‘85 (1984—1985)
Клип «Dietético» уже с успехом ротировался в эфире программы «Música Total» на Canal 9, когда во второй половине 1984 группа записала свой первый альбом — «Soda Stéreo» — где продюсером выступал Федерико Моура (Federico Moura — вокалист группы Virus), который был лично хорошо знаком с Густаво, что вылилось в сближение между двумя группами. Запись проходила в старой студии CBS на улице Парагвай, и, хотя на записи группа звучала не так ярко, как в живом исполнении, все остались довольны проделанной работой.
Группе всё ещё помогал с клавишными Daniel Melero (являющийся автором одного из хитов группы — «Trátame suavemente») и Гонсо Паласиос (Gonzo Palacios) на саксофоне. Они были обозначены как «приглашённые музыканты», но из-за того, что их «приглашали» почти постоянно, фанаты и сами музыканты воспринимали их уже как равноправных участников группы.
Официальный выход альбома произошёл 1 октября и был организован агентством Ares. Он проходил в виде представления, что до этого никогда не практиковалось в Аргентине. Местом действия стало центральное заведение сети закусочных Pumper Nic, (в клипе и месте его съёмки символично обыгрывалось название и смысл песни «Dietético»), популярное среди молодёжи 80-х. Отклики в прессе были положительными и моментальными.
Площадки, собираемые группой, постепенно увеличиваются — от La Esquina del Sol в Палермо (1 и 2 декабря) — их первая большая сцена, где они выступали с группами первой величины, до Teatro Astros 14 декабря 1984, где впервые весь диск был исполнен живьём. К концу года Соду Стерео уже были признаны «открытием года».
С появлением фанатов, у группы появились и противники: например, ставшее классическим в Аргентине противостояние Soda vs. Redondos (полное название группы — Patricio Rey y sus redonditos de Ricota.
В начале 1985 группа сменила агентство, оставив Rodríguez Ares ради Ohanián Producciones, директором которого был Альберто Оаниан (Alberto Ohanián), и взяли в состав в качестве приглашённого клавишника Фабиана Кинтеро (Fabián «Vön» Quintiero, в будущем — группа Los Ratones Paranóicos), тоже ставшего одним из «cuarto Soda».
26 января они покинули Буэнос-Айрес, чтобы принять участие в Фестивале «Rock In Bali de Mar del Plata» и 17 марта в Фестивале «Festival Chateau Rock ‘85», проходившем на Стадионе Chateau Carreras (Córdoba).
В официальных биографиях этому событию уделяется большое внимание, потому что группа впервые выступала перед 15 тысячами людей. Однако источники Кордобы указывают вдвое меньшее количество людей и говорят о том, что Raúl Porchetto был принят гораздо лучше, чем Сода, что объясняется их только что вышедшим диском, не успевшим ещё стать популярным. Однако, это выступление стало отправным моментом становления популярности группы.
Успех группы пришёлся на неспокойный период времени — в Аргентину вернулась демократия (10 декабря 1983), но в ходу были понятия постмодерна и в искусстве приветствовалась тематика, описывающая становление демократии и прекращение кровавых диктатур и войн.
Позже Zeta Bosio так описывал это время: «Демократия стала адреналином, чем-то новым. Что-то происходило, и мы знали, что теперь всё и все изменятся, но ещё не знали, как именно. И мы были мальчишеской группой, которая хотела устроить своеобразный переполох, встряску. Мы уделяли много внимания идеям панка и хотели показать людям, что есть какие-то другие вещи и ценности, более очевидные (правильные)».
21, 22 и 23 июня 1985 они вновь вернулись в Teatro Astros в Буэнос-Айресе с песнями, которые позже выйдут уже на их втором альбоме — «Nada personal».
13 октября этого же года Сода появилась перед большой публикой Буэнос-Айреса на третий вечер Фестиваля «Festival Rock & Pop» на стадионе Estadio José Amalfitani, выступая с такими исполнителями и группами как например, INXS, Nina Hagen, Charly García, Virus и Sumo.

## Nada Personal (1985—1986)
Второй альбом, «Nada Personal», вышел в октябре 1985. В течение лета группа провела турне по некоторым аргентинским туристическим центрам (Mar del Plata, Villa Gesell y Pinamar), приняли участие в Festival de La Falda в Кордобе с участием Андреса Каламаро (Andrés Calamaro) и Чарли Гарсии (Charly García).
В апреле было принято решение официально устроить презентацию альбома в виде концерта на стадионе Estadio Obras Sanitarias, где в сумме за три дня побывало 20.000 зрителей. Также был снят документальный фильм, изданный несколько месяцев спустя.
После этих концертов продажи диска начали быстро расти, и статус из золотого (который он получил в течение лета) стал платиновым. На диске более зрелые текст и музыка, по сравнению с дебютным диском, но остались и танцевальные мотивы. Диск символизировал то, что публика окончательно приняла Soda Stereo.
В июне 1986 трио записало второй видеоклип «Cuando pase el temblor», снова под руководством Альфредо Луиса, в руинах Pucará de Tilcara (провинция Jujuy). Позже это видео стало финалистом Двенадцатого Мирового Фестиваля World Festival of Video and TV в Акапулько.

## Завоевание Америки (1986—1989)
В конце 1986 Soda Stereo провела своё первое латиноамериканское турне (в рамках презентации альбома «Nada Personal»). Группа выступала в Колумбии (6-7-9-18 ноября в Боготе и 8 ноября в Медельине), Перу (14-15-16 ноября в Лиме, 12 ноября в Арекипе и 13 ноября в Трухильо) и Чили, с большим успехом. В то время, страны Латинской Америки не были интегрированы между собой на музыкальном рынке, и группы обычно гастролировали только по своей родной стране. Успех аргентинской Соды был особенно большим в Чили, где группа дала четыре сольных концерта в Сантьяго (21-23-24-25 ноября) и один в Вальпараисо (22 ноября), во время диктатуры Аугусто Пиночета.
Густаво Серати позже говорил об этой поездке: «Это было очень неожиданно, потому что о нас узнали там только за 2 или 3 месяца до этого…[]… Вообще, это было интересное время, мы тогда впервые выехали из страны. В Аргентине некоторые вещи (в плане музыки) были тогда более прогрессивными, мы могли судить об этом, потому что бывали там в многих местах, ‘андерграунд’-клубах. После Чили мы были очень рады, потому что мы хотели известности, популярности, продать кучу дисков, и мы думали, что мы — лучшая группа в мире! На самом деле, это довольно странное чувство, когда ты не можешь просто выйти из гостиницы из-за всего этого сумасшествия. Иногда мы думали, что мы живём просто как в одном из тех фильмов Битлз, и это забавляло нас, позволяло отвлечься».
Продажи дисков в Перу были огромными, группа произвела переворот существующего в стране музыкального рынка. Все три их концерта в Coliseo Amauta были аншлаговыми. Пресса описывала состояние публики как «общественная истерия» из-за плача, оглушительных криков фанатов, истерик и обмороков. Эти выступления сравнивают со знаменитым выступлением The Beatles на Стадионе Шей (Shea Stadium).
10 Ноября 1986 группа выпустила третий альбом — «Signos», включающая одноименную песню и такой хит как «Persiana Americana».
В записи диска принимали участие Fabián Vön Quintiero (клавишные), Richard Coleman (гитара) и Celsa Mel Gowland (бэк-вокал).
Кроме того, «Signos» был первый диск всего аргентинского рока, изданный в формате «compact disc» — CD. Он был изготовлен в Нидерландах и распространен по всей Латинской Америке.
Во время тура «Signos», 3 декабря они впервые выступили в Эквадоре, а 9 и 10 января 1987 в Уругвае (Punta del Este и Монтевидео). 11 и 12 февраля 1987 Soda Stereo вновь появилась в Чили, на этот раз на фестивале Viña del Mar, где они взяли премию Antorcha de Plata («Серебряный факел»), и удивили присутствующие СМИ количеством своих фанатов (было зафиксировано 120 случаев «массовых истерий»).
Фестиваль Винья Дель Мар транслировался во многих латиноамериканских странах, что сделало Соду известными на всём континенте, после чего не замедлило появиться крупномасштабное явление, получившее название «sodamanía» («содомания», по аналогии с «битломанией»).
Спустя два месяца, 23 апреля, были побиты рекорды посещаемости сольных рок-концертов в Парагвае, в «Yacht Club».
Тем временем, диск «Signos» стал платиновым в Аргентине, трижды платиновым в Перу и дважды платиновым в Чили.
2 Мая группа появилась на дискотеке Highland Road de San Nicolás (Буэнос-Айрес), где во время перерыва погибло пять человек, и более ста получили различные повреждения, когда звучала «Persiana Americana». Поэтому, когда 8 и 9 мая группе нужно было представлять диск «Signos» на стадионе Obras, их тяготил сильный эмоциональный груз. В знак траура и соболезнования группа не использовала ни сценографию, ни световые эффекты, которые они готовили к этому выступлению.
В этом же году они провели второе турне, прошедшее с ещё большим успехом.
Группа выступала в Перу, Боливии, Эквадоре, Чили, Колумбии, Венесуэле, Коста-Рике и Мексике (первое предъявление в Мексике было 4 августа 1987, в Magic Circus del D.F.)
Они провели 22 концерта в 17 городах, для почти 350.000 человек, благодаря им появилось понятие «латинский рок» (находящийся вне национальности, а «принадлежащий» континенту). Материал, записанный в ходе турне, вышел в виде «живого» диска Ruido Blanco (1987), смикшированного на острове Барбадос и названного аргентинской версией журнала «Rolling Stone» пятым альбомом в списке лучших живых альбомов аргентинского рока.
С 1988 музыканты начали работать над новым диском, продюсером которого выступил пуэрториканец Карлос Аломар (Carlos Alomar), который работал с такими грандами мировой сцены как Дэвид Боуи, Мик Джаггер, Пол МакКартни и Игги Поп.
«Doble Vida» включает песни «Picnic en el 4B», «En la Ciudad de la Furia», «Lo que Sangra (La Cúpula)», «Corazón Delator». Альбом полностью записан в Нью-Йорке. Это также был первый случай, когда аргентинская группа записала свой диск в другой стране.
Видео «En la ciudad de la furia» стало Лучшим Иностранным видео на MTV Music Awards (в то время ещё не существовало отдельного Латиноамериканского MTV).
После более чем одного года без выступлений в Буэнос-Айресе, Сода презентует альбом «Doble Vida» на хоккейном поле стадиона Obras Sanitarias перед 25.000 человек. Они закрывали «Фестиваль Трёх Дней» (Festival Tres Días), посвященный Демократии, проходивший на пересечении Улицы Освободителя и Улицы 9 июля перед 150.000 человек, вместе с такими артистами, как Луис Альберто Спинетта, Фито Паес, Los Ratones Paranoicos, Man Ray и другие.
Когда число проданных копий нового альбома достигло миллиона, Сода снова отправилась в тур из 30 концертов, который завершился в Мексике.
В конце 1989 они записали новую версию «Languis» (песни, вышедшей на альбоме «Doble vida») и новую песню «Mundo de quimeras». Они были изданы как макси-сингл «Languis» в 1989. Диск также включает ремиксы песен «En el borde» и «Lo que sangra (la cúpula)».
Затем группа дала два концерта в The Palace (Los Ángeles), став второй испаноязычной группой, выступающей в США, после Мигеля Матеоса (Miguel Mateos)

## Посвящение: «Canción Animal» (1990—1991)
В начале 1990 Soda Stereo выступали на стадионе Estadio José Amalfitani, с английским дуэтом Tears For Fears (аудитория 32.000 человек). На этом концерте в песне «Terapia de amor intensiva» им аккомпанировал на гитаре Давид Лебон (David Lebón, экс-гитарист очень известный в Аргентине рок-групп Pescado Rabioso и Serú Girán).
В результате континентального успеа, сеть европейского MTV News обратила внимание на то, что происходит в Латинской Америке в плане развития рока и впервые посвятила специальную программу группе, не поющей на английском.
В июне Soda Stereo поехали в США, чтобы выпустить новую пластинку на студии Estudios Criteria (Майами). Важный вклад в диск внесли Даниель Мелеро (Daniel Melero) и Андреа Альварес (Andrea Álvarez) — тогда заметные люди в мире латинского рока. Результатом стал альбом «Canción Animal» (1990), считаемый до сих пор одним из лучших альбомов всего латинского рока. Самая известная песня с диска — «De música ligera», кроме того, альбом включает сразу несколько песен, ставших классикой группы — «Canción animal», «Un millón de años luz», «En el séptimo día» и «Té para tres».
Новый альбом означал для группы и первый выход к испанской публике — в мае 1992 концерты в Мадриде, Овьедо, Севилье, Валенсии и Барселоне.
По сравнению с тем, как их принимали в Латинской Америке, приём в Испании был намного прохладней, что дало музыкантом возможность более трезво взглянуть на вещи, не потерять чувство реальности и стимулы к дальнейшему развитию.
«Животный тур» (La Gira Animal (1990—1991) в поддержку альбома был просто беспрецедентным по масштабам и до сих пор не повторен ни одной группой. Только в Аргентине было «охвачено» тридцать городов, включая такие места, где никогда до этого не появлялись группы масштаба Соды Стерео (San Juan: Santa Fe de la Vera Cruz, Junín, Clorinda, Puerto Iguazú, Corrientes, Posadas, Chascomús, Mar del Plata, Comodoro Rivadavia, Trelew, Neuquén, Santa Rosa, Trenque Lauquen, Mendoza, Córdoba, Río Cuarto, Santiago del Estero, San Miguel de Tucumán, Salta, Rosario, Buenos Aires, Olavarría, Pergamino).В других странах: Santiago — Чили, Asunción -Парагвай, Punta del Este, Barquisimeto, Caracas, Valencia, Mérida, San Cristóbal, México D.F., Monterrey, Guadalajara, Mexicali y Tijuana.
Тур закрывался четырнадцатью концертами в театре Gran Rex Буэнос-Айреса. Запись последнего из этих концертов ночью 9 июля 1991 была выпущена как диск Rex Mix (1991), а также новая песня «No necesito verte (para saberlo)».
21 декабря 1991 на Улице Девятого Июля, в Буэнос-Айресе прошёл бесплатный концерт, являющийся одним из цикла, организованного Муниципалитетом Буэнос-Айреса, и назывался «Мой Любимый Буэнос-Айрес II» (Mi Buenos Aires Querido II), который, кроме того, транслировался и по телевидению в прямом эфире. Soda Stereo собрала двести пятьдесят тысяч человек (а по некоторым данным, пятьсот тысяч). Это самое большое количество человек, когда-либо собиравшееся в стране на музыкальных мероприятиях. Второе место здесь занимает Лучано Паваротти, собравший в этом же году на этом же месте двести тысяч человек. Люди танцевали и подпевали группе прямо на улице. После этого музыканты говорили, что выступая там, они ощущали себя «на пике своей карьеры», чувствовали поддержку людей.
Зета Босио вспоминает: «От самой улицы исходила очень сильная энергия, кроме того, это же наш родной город, слава Богу! И я думаю, все эти факторы в сумме дали нам то чувство, что мы уже получили всё, что хотели».
После такого фурора почти закономерно случился период некоторого расстройства в группе. Серати объяснял это так: «Трудно найти стимул, чтобы делать что-либо после такого… Стоять перед огромной толпой народа, которая хором скандирует твоё имя — это, безусловно, сильное потрясение и опыт… И сейчас, такое ощущение, что нужно всё начинать по-новой…»
Именно в это время Густаво начинает, пока ещё параллельно с работой в Соде, заниматься проектом альбома с Даниелем Мелеро — «Colores Santos», с приглашенными артистами Флавио Эчето и Карола Бони.

## Эксперименты: «Dynamo» (1992—1994)
Начиная с этого момента участники Соды решили ненадолго забыть о сцене и договорились поэкспериментировать, заняться «звуковым движением». В конце 1992 они выпустили девятый альбом «Dynamo» и провели в его поддержку шесть концертов на Estadio Obras. На каждом шоу были разные приглашенные группы и хедлайнеры (Babasónicos, Juana La Loca, Martes Menta и Tía Newton). «Звуковое действие», часть которого составили группы Demonios de Tasmania и Los Brujos, позже преобразовалось в течение так называемого «Нового Аргентинского рока» (Attaque 77, Massacre и El Otro Yo).
Густаво Серати: «…Потом вышел „Динамо“, суть которого состояла в том, чтобы взять нашу же „Canción Animal“ и разрушить её. Это как если бы мы исполняли „Canción Animal“ под водой. Мы хотели воспроизвести эти звуки так, чтобы в песнях можно было увидеть что-то большее, что-то гипнотическое. Идея была в том, чтобы смешать более танцевальную музыку и транс-музыку с песнями нашего обычного стиля. Я знаю, что диск полюбили те, кто вообще любит такую музыку… Это касается и меня».
«Dynamo» продавался не так хорошо, как того ожидали, но произошло это, в большей степени потому, что группа уже приняла решение о смене рекорд-лейбла. Таким образом вышло, что компания Sony уже не хотела продвигать и рекламировать проект, решивший расторгнуть с ней контракт, а BMG ещё не могла этим заниматься, потому что формально Сода всё ещё принадлежала «Сони Мьюзик».
В январе 1993 Сода Стерео отправилась в шестой тур.
В середине тура группа взяла длительный отпуск, что породило слухи о распаде группы. 1994 был самым худшим годом для Соды. 4 июля в результате автомобильной аварии погиб Тобиас, маленький сын Зеты Босио, на котором это эмоционально отразилось и в персональном, и в профессиональном плане.
По единогласному решению они взяли «тайм-аут» и даже рассмотрели возможность окончательного распада. Густаво занялся своим первым абсолютно сольным Альбомом «Amor Amarillo»; Зета посвятил себя работе в других группах (Peligrosos Gorriones, Aguirre), а Чарли оставил музыку на время и занялся личными делами.
В конце года был издан «Zona de Promesas», составленный из ремиксов хитов группы и некоторых ранее не изданных песен, одна из которых и дала название альбому.

## «Sueño Stereo» (1995—1997)
В 1995, после трехлетнего затишья в дискографии, трио вернулось с альбомом «Sueño Stereo», с седьмым и последним студийным альбомом. Вышедший 29 июня, он почти сразу стал платиновым. Включает хит «Zoom». Видео на песню «Ella usó mi cabeza como un revólver» получило награду MTV 1996, по результатам народного голосования. Насчёт названия песни до сих пор ходят слухи о том, что под словом «она» подразумевается кокаин, так как он в испанском языке обозначается также словом женского рода, а песня содержит строчки «Ты не поверишь в те вещи, что я совершал ради неё». Сам Густаво не даёт точного объяснения песни.
Густаво Серати: «Понадобилось два с половиной года, чтобы закончить диск „Sueño Stereo“. Это было бы нескромно, наверное, сказать, что этот альбом — шедевр для Соды Стерео, но на тот момент всё именно так и было, потому что мы, фактически, были лишены необходимости продолжать работу в группе в будущем, или необходимости просто быть лучшими в течение ещё и следующих десяти лет. Мы уже прошли через многое, и группа саму себя уже чувствовала „живой классикой“. С другой стороны, мы очень гордились альбомом „Dynamo“. Все эти факторы усиливали давление и усложняли работу над „Sueño Stereo“. Мы уже не могли сделать что-то посредственное, должны были соответствовать уровню. Кроме того, спустя столько времени, мы должны были собраться и просто работать, чтобы музыка сочинялась непринужденно, стараться не думать о том, что с нами уже произошло, ну или что-то вроде того. В конце концов, Sueño Stereo — один из самых инновационных дисков в нашей карьере. Из-за его звучания, текстов, музыки».
«Sueño Stereo» наполнен символикой. Громкоговоритель был использован как основной символ: на обложке изображено три громкоговорителя (самый большой в центре), напоминающие яйцеклетки, окруженные сперматозоидами (их роль выполняют наушники). Громкоговоритель как символ также появляется в клипе «Ella usó mi cabeza como un revólver», где показаны два персонажа, именуемых «пронырливые близнецы», начинённые бесчисленным количеством этих приспособлений, и кожаные стены, также покрытые громкоговорителями.
Далее снова следует турне, начавшееся в Буэнос-Айресе (Венесуэла, Колумбия, Перу, Мексика и США — Лос-Анджелес, Чикаго, Нью-Йорк и Майами) и закончившееся 24 апреля 1996 в Театре Teletón (Сантьяго, Чили). Также они дали бесплатный сольный концерт в честь 113 годовщины города La Plata (столица провинции Буэнос-Айреса) перед 200.000 человек.
В середине 1996 они были приглашены MTV для записи знаменитой серии «анплагд-концертов» «unplugged» в Майами, где они исполнили песни: Un misil en mi placard, En la ciudad de la furia (с Андреа Эчеверри), Entre Caníbales , Pasos, Zoom, Cuando pase el temblor, Té para tres, Angel eléctrico, Terapia de amor intensiva, Disco Eterno, Ella usó mi cabeza como un revólver, Paseando por Roma, Génesis. После того, как им несколько раз отказывали, Сода всё-таки добилась разрешения на то, чтобы использовать «plugged» инструменты на «unplugged» концерте, например, электрогитары. Но они переаранжировали для записи классический вид своих песен, которые стали более медленными и технически сложными, плюс женский вокал Андреа Эчеверри (Aterciopelados) в известной версии песни «En la ciudad de la furia». По этой причине на обложке диска в слове «unplugged» приставка «un» как бы размыта.
Часть песен вышла на диске Comfort y Música Para Volar (1996). Окончательная и полная версия этого альбома вышла только в 2007 году. Альбом включил и четыре новые песни, которые не вошли на «Sueño Stereo» и интерактивный трек с комиксами, оживленными в видео и презентованный на MTV.
30 октября Soda Stereo стала первой латиноамериканской группой, исполнившей интерактивный концерт, транслируемый в сети интернет в программе Марио Перголини «¿Cuál es?» («Который?») в здании магазина музыкальных инструментов в Буэнос-Айресе.

## Финал (1997)
Окончательному распаду предшествовало длительное затишье, за исключением участия группы в записи альбома-трибьюта группе Queen («Tributo a Queen: Los Grandes del Rock en Español»), где они исполнили песню «Algún día» (оригинал — «Some day»).
1 мая 1997 Soda Stereo официально объявила о распаде посредством пресс-релиза. На следующий день все газеты широко обсуждали это событие, а газета «Clarín» отвёла для статьи всю первую полосу. Через день Густаво написал так называемое «Прощальное письмо» в «Sí» (приложение газеты Clarín для молодёжи):
«Эти строки я пишу под впечатлением того, что я чувствую в эти дни — на улице, среди людей, которые меня окружают, наших поклонников, и во мне самом… Я разделяю ту грусть, которую произвело на вас известие о нашем распаде. Да, я тоже нахожусь в этом состоянии, потому что в моей жизни было не так уж много вещей, настолько же важных для меня, как Soda Stereo. Мы все понимаем, что любой коллектив невозможен без конфликтов. Это хрупкое равновесие при борьбе идей нескольких людей — немногие могли бы сохранять его в течение пятнадцати лет, и мы горды тем, что мы смогли это сделать. Но в последнее время различные личные и музыкальные неудачи начали расшатывать это равновесие. Оправданием нам может послужить нежелание дальнейшего противостояния и, наконец, то, что мы уже не думали о будущем группы так, как делали это прежде. Вот так резать по живому нас заставляет, прежде всего, страх за наше моральное состояние и, также, уважение ко всем фанатам, которые были с нами всё это долгое время. Крепко обнимаю».
Группа провела последнее турне по Мексике, Венесуэле и Чили. В течение тура были записаны живые версии песен, изданные на двух раздельных CD, названных El Último Concierto «A» y «B» ("Последний Концерт. Части «A» и «B»).
Этот тур завершился 20 сентября на стадионе Ривер Плейт (River Plate). Последней песней стала легендарная «De música ligera» и знаменитая фраза, произнесенная тогда Густаво: «Без всех вас не было бы не только нас, но и тех людей, которые окружали нас с самого начала, и некоторые из которых остались с нами до сих пор… ¡Gracias… totales! (Спасибо… полное, окончательное)».

## Период пост-Соды
По иронии судьбы, сразу после распада стали появляться слухи о воссоединении группы. Но от самой группы не было никаких новостей и появлений на ТВ, кроме показа их «Последнего Концерта» на канале HBO и выхода документального фильма, названного «Soda Stereo: La Leyenda» («Сода Стерео: Легенда»), произведства MTV.
Наконец, в 2002 году снова появилась возможность увидеть трио вместе на MTV Latinoamérica, где они получили премию Legend за вклад в развитие музыки.
Через семь лет после распада были найдены давние записи, ранее не публиковавшиеся, и Sony Music в конце 2003 объявила, что выпускает первый DVD Soda Stereo, который содержит много неопубликованного материала, предоставленного Густаво, Зетой и Чарли, а также людей, близких к группе. Результатом стал вышедший в ноябре 2004 фильм «Soda Stereo: Una parte de la Euforia (1983—1997)» («Сода Стерео: Часть Эйфории») — документальный фильм, который обобщал историю группы, включал записи выступлений Соды на сцене, съёмки за кулисами, интервью, саундчеки, телепередачи с участием группы и т. д. Тем не менее, в DVD содержалась только та часть истории группы, которая так или иначе касалась Сони Мьюзик, и ни слова о временах BMG, а следовательно и таких альбомах, как Sueño Stereo и Comfort y Música Para Volar. Это делало фильм неполным. 20 сентября 2005 в Аргентине был издан DVD с записью «Последнего Концерта». Этот DVD, в отличие от того, что выпустили HBO, был в основном сконцентрирован на концерте в Буэнос-Айресе, имел кодек аудио 5.1, и включал две песни, которые ранее не входили на диски — «Juego de seducción» и «Sobredosis de TV». Кроме того, он включал видео с разных камер записи песни «Primavera 0» и документальный 25-минутный фильм о прощальном турне (видео с концертов и саундчеков в Мексике, Венесуэле и Аргентине).
Также в диск вошло интервью одного из «cuarto Soda» — Альфредо Луиса, скончавшегося в конце 90-х, и эта работа стала одной из его последних.

## «Me Verás Volver» («Ты увидишь, я вернусь»)
Объединение Соды было темой, которая обязательно затрагивалась в любом интервью со всеми экс-участниками группы, что порядком им надоело.
В 2007, через 10 лет после расставания, группа приняла решение объединиться ещё раз, чтобы совершить масштабное турне по всему континенту.
6 июня 2007 (а официально 9) было объявлено и воссоединении для турне под названием «Me Verás Volver» (символическая фраза, взятая из их песни «En la ciudad de la furia»).
Тур начался 19 октября на стадионе Estadio Monumental de River Plate в Буэнос-Айресе. Первоначально планировалось 2 сольных концерта в Аргентине, а затем ещё несколько в других странах. Но с того момента, как стали ясны те доходы, которые приносят их концерты, география тура расширилась до континентального масштаба. Немедленно был запланирован третий концерт в Буэнос-Айресе.
Позже они добавили ещё два, а закрытие было намечено на 15 декабря в Кордобе, хотя в Буэнос-Айресе 3 ноября группа объявила, что финал будет здесь же 21 декабря; таким образом, изначально планируемое количество концертов на Ривере было удвоено.
В начале июля Sony/BMG выпустили диск Me Verás Volver (Hits & +).Альбом достиг первого места в продажах в Аргентине и Чили.
20 сентября, ровно через десять лет после последнего концерта, Сода Стерео дала долгожданную пресс-конференцию в Club Museum, построенном в историческом здании квартала Сан Тельмо, разработанном Густаве Эиффэлем, где годами ранее Сода сняли «En la ciudad de la furia». Неожиданность была в том, что они начали с исполнения нескольких песен (первоначальные версии «Sobredosis de TV» и «En la ciudad de la furia»), что значило формальное возвращение на сцену. Все песни были исполнены исключительно их трио, на трёх их инструментах. На этой конференции они рассказали, что начиная с 2008 они предполагают вернуться каждый к своей сольной работе.
На вопрос журналистов о том, что он скажет на этот раз вместо «gracias totales» 97-го года, Густаво сказал: «У меня нет никаких идей, что я скажу… Может „Olas totales“, почти цунами…»
В октябре 2007 Sony-BMG выпустили свою, полную версию DVD «Confort y música para volar».
Переполох на континенте, вызванный возвращением Соды (названный «el temblor», «дрожь»), заставил продюсеров всех уровней, включая представителей фестиваля Viña del Mar, искать контакты с группой и просить их о выступлениях и концертах. Но каждый раз Густаво отвечал одно и то же: «Наше объединение — только пузырек воздуха во времени».
В конце концов, 19 октября случилось ожидаемое возвращение Соды на стадион River Plate. Огромная афиша содержала фразу, составленную из названий песен Соды: «Cuando pase el temblor en la ciudad de la furia sonará de música ligera y estaremos prófugos detrás de la persiana americana». («Когда утихнет дрожь, в неистовом городе зазвучит лёгкая музыка, и мы убежим за американские жалюзи»). На концерте им аккомпанировал один из легендарных «cuartos soda» — Tweety González, а также Леандро Фреско и Лео Гарсия. Концерт продолжался более трех часов, было исполнено 28 песен. До появления на сцене Густаво, Зеты и Чарли, звучала их трибьют-версия песни Queen «Algún día». Затем появилось трио и исполнило «Juego de seducción», а закончили с «Nada Personal» и «Te hacen falta vitaminas» — самыми ранними песнями группы (эта часть сет-листа была стабильна на всех концертах тура).
После трех сольных концертов в Буэнос-Айресе (19, 20 и 21 октября) Сода появилась в Сантьяго, Чили (24 и 31 октября), в Гуаякили (27 октября), опять в Буэнос-Айресе (2 и 3 ноября) в Мексике — Monterrey (9 ноября), Zapopan (12 ноября), D.F. (15 и 16 ноября), Лос-Анджелес (21 ноября), Богота (24 ноября), Панама (28 ноября), Каракас (29 ноября), Майами (4 и 5 декабря), Лима (8 и 9 декабря) и Кордоба, Аргентина (15 декабря). В общей сложности концерты Соды посетили миллион людей.
В диалогах с публикой, которые на концертах Густаво вёл от имени группы, он иногда говорил «gracias…» и весь стадион отвечал ему: «..totales!»
Также, однажды исполняя песню «Un millón de años luz» (где есть строчка «no vuelvas sin razón» — не возвращайся без причины), он сказал: «У нас есть большая причина, чтобы вернуться: ВЫ!»
21 декабря 2007 прошёл последний сольный концерт в Буэнос-Айресе, где прозвучали три песни, ранее не исполнявшиеся в туре — «Si No Fuera Por…», «Terapia de Amor Intensiva» и «Lo que sangra (La cúpula)». К группе приглашенный музыкантов присоединились Андреа Альварес, Ричард Коулман, Фабиан ФонСоррито Куинтерио, Карлос Аломар и Гиллеспи. Серати вновь сказал своё «gracias totales» после «De música ligera», и разбил гитару в конце «Sueles dejarme solo».
Критики отмечали высокий уровень отрепетированности и слаженности группы, и, кроме того, прекрасные взаимоотношения между музыкантами.

## Легенда латинского рока
Soda Stereo считается легендарной группой латинского рока. Прежде всего это была первая местная группа, вышедшая за пределы родной страны и певшая на родном языке, выступавшая в Штатах. Сода открыла дорогу многим латинским группам, разрушив вечное противостояние «поп против рока», что сломало представление о том, что популярной музыкой может быть только «pop».
В 1996 Серати говорил: «Мы скорее pop-группа, насквозь пропитанная роком».
В Аргентине, стране, где были сильны традиции рока на испанском языке («национальный рок»), Сода положила начало интернационализации, которая присоединила местных музыкантов в одну большую всеконтинентальную рок-среду. Во многих частях Латинской Америки, как например Колумбии, Soda Stereo выразила взгляд нового поколения, которое искало способ выделиться «treintones ochenteros» («тридцатилетние восьмидесятых»), которым нравилась доминиканская меренга (морские песни), и они тоже начали слушать испаноязычный рок.
В Чили Сода не только повлияла не поколение своей внешностью, музыкой и текстами, но и установила сильную эмоциональную связь, между группой и её последователями, что стало определяющим фактором «денационализации» группы, выражающей эмоции уже не только молодёжи одной страны, а просто молодёжи в целом, как одной общности с общими интересами и проблемами, чего до этого rock’n’roll пока не добивался в испаноязычных странах, ввиду идиоматического барьера.
Журналист Карлос Полимени писал: «Я был с ними в турне. Я видел, как они выступали, и были англосаксонскими героями, которые пели на кастильском языке».
Что-то сходное произошло в Перу и Эквадоре, где культурное проникновение к ним группы считалось «самым важным событием в истории рока» этих стран.
В сходном чувстве укрепился и Никарагуа, где «никто не сомневается, что Soda Stereo — опора истории рока в Латинской Америке…»
В 1988 Зета Босио комментировал это явление на пресс-конференции в Венесуэле: «Мы выходим из Аргентины и начинаем продвигаться в Чили, в Перу и в каких-то других странах, где мы были, и где нам говорили, что до нас здесь никогда не было рок-групп. Они говорили нам, что здесь — это вещь из другого мира, и что она здесь не приживётся… И очень радостно видеть, что всё-таки прижилось, и в каждой стране рок набирает собственную силу…»
Но мультипликативный эффект Соды прежде всего сконцентрировался в Мексике. Полемини сказал: «(Это была Сода Stereo), кто разбудил мексиканский рок. Дюжины мексиканских групп моментально реагировали: „почему мы не делаем то, что делают аргентинские группы?“, И это взорвалось в середине 80-х, которые, на мой взгляд, были самыми плодотворными и охватили весь континент».
Конечно, музыкально-культурное явление, которое олицетворяла Сода Стерео, превзошло саму группу, по причинам того, что рок-н-ролл стал просто средством выражения бунтарства молодёжи, связанного с переменами в жизни Латинской Америки 80-х — падение диктатур, глобализация, постмодернизм, развитие информационного общества, рост социального неравенства. И как раз тогда Soda Stereo сыграла роль континентального взрыва латинского рока, когда каждая страна уже имела благодатную бунтарскую почву (хотя бы в лице молодёжи).
Как Битлз и «битломания» Сода стала группой своего времени и места, создав мосты между мировым роком и испаноязычным. По этой причине термин «sodamanía», используемый для описания эффекта Соды на латинскую молодежь, является вполне точным. Хотя и до них были такие группы как La Bamba de Ritchie Valens, Los Teen Tops, Nino Bravo и Los Iracundos, Carlos Santana, Rita Lee, Charly García и G.I.T., то, что сделала Soda можно считать основным (фундаментальным) и трансформационным музыкально — культурным явлением на всём континенте.
Soda Stereo изменила все существующие парадигмы, оказала сильное влияние на музыку 90-х годов и начала 21 века ибероамериканской культуры.
Шакира: «Всю свою жизнь я была фанаткой Серати — и времён Соды и после этого. Я была на трёх его концертах. Серати и Сантана обогатили меня… Это мои маленькие чудеса» (исп.)
Густаво Сантаолалья: «Soda Stereo — одна из самых символических групп в Латинской Америке».
Хуанес: «Cuando Pase el Temblor — была первая песня, которую я услышал у них. Она первой начала звучать в Колумбии. Я рад, что они вернулись. Почему бы и нет, если они живы и имеют возможность это сделать? Это, бесспорно, легенда».
Хуан Луис Герра (Juan Luis Guerra): «Soda Stereo — чудесная группа. Я очень рад (имеется в виду новое турне). Это одна из лучших групп латинского рока».
Когда в 2002 они получали Премию Латинского MTV, отражающую международный уровень, достигнутый ибероамериканской музыкой, пресса описывала этот момент как самый запоминающийся за всю церемонию: «Премию „Легенда“ получает группа Сода Стерео, как самая важная и влиятельная группа испаноязычного рока всех времён».

## Дискография

### Студийные альбомы
1. Soda Stereo (1984)
2. Nada Personal (1985)
3. Signos (1986)
4. Doble Vida (1988)
5. Canción Animal (1990)
6. Dynamo (1992)
7. Sueño Stereo (1995)

### «Живые» диски и сборники ремиксов
1. Ruido Blanco (1987)
2. Rex Mix (1991)
3. Zona de Promesas (1993)
4. Comfort y Música Para Volar (1996)
5. El Último Concierto (A y B) (1997)
6. Gira Me verás volver (#1 y #2) (2008)

### Компиляции
1. Me Verás Volver (Hits & +) (2007)

## Видеография

### VHS
1. Nada Personal en Obras (1986)
2. Ruido Blanco (1987)
3. Canción Animada (1992)
4. Haciendo Dynamo (1993)

### DVD
1. Una Parte de la Euforia (Documental) (2004)
2. El Último Concierto (En Vivo) (1997) Editado en (2005)
3. Comfort y Música para Volar (En Vivo) (1996) Editado en (2007)
4. Gira Me Verás Volver (En Vivo) (2007) Editado en (2008)

### Клипы
1. «Dietético» (1984) Dirección: Alfredo Lois
2. «Soda Stereo en el Astros» (1985): Dirección: Alfredo Lois
3. «Cuando pase el temblor» (1986): Dirección: Alfredo Lois. Video finalista del 12 World Festival of Video and TV/Acapulco
4. «Signos en Perú» (1987): Dirección: Alfredo Lois
5. «Ruido Blanco» (1987): Dirección: Alfredo Lois
6. «En la ciudad de la furia» (1989): Dirección: Alfredo Lois. Video finalista del MTV Music Awards por «Mejor Video Extranjero»
7. «De música ligera» (1990): Dirección: Alfredo Lois
8. «De música ligera/Canción animal/Un millón de años luz» (1990): Dirección: Caíto Lorenzo
9. «Cae el sol» (1991): Dirección: Caíto Lorenzo
10. «No necesito verte» (1991): Dirección: Eduardo Capilla
11. «Canción animada» (1992): Video-Home
12. «Primavera 0» (1992): Dirección: Boy Olmi
13. «Haciendo Dynamo» (1992): Dirección: Boy Olmi
14. «Ella usó mi cabeza como un revólver» (1995): Dirección: Stanley Gonczanski. Ganador a Mejor Video Latino en los MTV Video Music Awards 1996
15. «Zoom» (1995): Dirección: E. Capilla- M. Galperín